# Deutsche Gesellschaft für Muskelkranke
Die Deutsche Gesellschaft für Muskelkranke e. V. (DGM; vormals Deutsche Gesellschaft Bekämpfung der Muskelkrankheiten) ist ein gemeinnütziger Verein mit Sitz in Freiburg im Breisgau und eine Selbsthilfeorganisation für Menschen, die an Muskelerkrankungen und neuromuskulären Erkrankungen leiden. Der Verein wurde 1965 gegründet.
Die Bundesgeschäftsstelle bietet Betroffenen und ihren Familien Sozial- und Hilfsmittelberatung sowie Informationen rund um das Thema Muskelerkrankungen an. Abgerundet wird das Angebot durch zwei Probewohnungen, die als Ferienwohnungen gemietet werden können. Dabei besteht die Möglichkeit, unterschiedliche Hilfsmittel auszuprobieren. Darüber hinaus bietet die DGM Veranstaltungen und Symposien für unterschiedliche Zielgruppen an.
Jährlich vergibt der Verein Forschungspreise (Duchenne-Erb-Preise, Felix-Jerusalem-Preise, Juniorpreis, Myositispreis, Ulrich-Brodeßer-FSHD-Forschungspreis) mit unterschiedlichen Dotationen.
Die DGM ist im Zweijahres-Rhythmus Veranstalter von medizinischen Kongressen.
Regional ist der Verein in 15 Landesverbänden organisiert, thematisch auch übergreifend in seit 2011 bestehenden Diagnosegruppen. Kontaktgruppen und Gesprächskreise, die von Ehrenamtlichen organisiert werden, bieten Betroffenen, Angehörigen und Interessierten die Möglichkeit, sich auszutauschen und Informationen, die mit der Erkrankung und deren Auswirkungen zusammenhängen, einzuholen. Die DGM stellt für Betroffene und ihre Angehörigen Informationsmaterial zur Verfügung. U. a. gibt es online Beschreibungen über Muskelkrankheiten sowie Erklärvideos über SMA, Muskeldystrophie Duchenne, FSHD etc.